# Церковь Аастед
 Аастед-церковь  (дат. Åsted-Skærum-Kvissel) — одна из старейших лютеранских церквей в муниципалитете Фредериксхавн, в Дании.

## История
Аастед — самая старинная церковь расположена в центре прихода (Åsted-Skærum-Kvissel) была построена в начале XIII века в 1200 году и освящена в честь Св. Николая, католического святого, известного как защитника всех путников. (Церковь Skærum была построена около 1150 года. Квиссельская церковь — самая последняя из трёх, освященная в 1919 году). Приход Аастед с течением времени получил широкую известность. Служить в этой церкви было престижно, так как священники на этом месте имели достаточно хорошие доходы, а должность считалась престижной, так как приходские священники в Аастеде с 1673 по 1835 год обычно также были ректорами лютеранской церкви.

## Архитектура
Церковь Аастед выглядит как самая большая и самая впечатляющая из старых деревенских церквей в муниципалитете Фредериксхавн. Она представляет собой смесь романского и готического стилей и выстроена полностью из кирпича. Башня и крыльцо церкви были построены в средние века, а в крыльце возле окна, выходящего на восток, замурованы два человеческих черепа. Часовня с северной стороны церкви была построена в 1695 году семейством Аренфельдт из Книвхольта. Церковь окружена мощной каменной дамбой. Массивная башня с множеством анкеров в стене и изогнутый фронтон в стиле барокко на боковой часовне, с северной стороны, придают ей неповторимый образ. Самые старые части церкви являются неф и алтарь. Они датируются первой половиной XIII века и построены из монашеских камней на гранитном постаменте. Алтарь имеет размеры 8×8 м и неф 17×9,5 м, соответственно. Изначально длина церкви составляла около 25 м. В первой половине XV века, к ней пристроили притвор и массивную башню, придающую церкви мощный вид. После этого длина церкви составила чуть более 33 м. В XIV веке помещение разделено на корабль парами колонн, поддерживающих звездные своды нефа. В 1868 году башня была переоборудована и обнесена панцирными стенами с большим количеством настенных анкеров, что придало башне поразительную особенность. Весь неф и комнаты в башне имеют балочные потолки. Сама башня была побелена, а остальная часть церкви, согласно отчету Национального музея, были окрашены в красный цвет. Интерьер церкви украшают фрески 13-го века. Алтарь устроен в виде балдахина с двумя колоннами, уходящими в небо. Алтарное распятие висящее на северной стене нефа относится к периоду поздней готики и датируется 17-м веком. Алтарный стол обнесен стеной, а столешница сооружена из гранитной скатерти. Также на северной стене нефа сохранилась голова дьявола, нарисованная чёрным цветом. Кафедра изготовлена в XIX веке, а купель для крещения выполнена из гранита со старой латунной тарелкой, в романском стиле и датируется первой половиной XIII века. Пол церкви изначально был сделан из жёлтого кирпича. Во время реставрации, в 1953 году его покрыли пробкой. Церковные кресла были заменены новыми современными низкими скамейками. Старинная церковь Аастед и сегодня привлекает внимание туристов со всего мира.